# Caquetá (tỉnh)
Caquetá là một tỉnh của Colombia. Tỉnh này nằm ở vùng Amazonas, phía nam Colombia, Caquetá giáp tỉnh Cauca và Huila về phía tây, tỉnh Meta về phía bắc, tỉnh Guaviare về phía đông bắc, tỉnh Vaupés về phía đông, các tỉnh Amazonas và Putumayo về phía nam. Tỉnh có tổng diện tích 88.965 km², lớn thứ 3 trong các tỉnh của Colombia. Thủ phủ là thành phố Florencia.

## Các đô thị
1. Albania
2. Belén de Andaquies
3. Cartagena de Chairá
4. Curillo
5. El Doncello
6. El Paujil
7. Florencia
8. La Montañita
9. Milán
10. Morelia
11. Puerto Rico
12. San José de la Fragua
13. San Vicente del Caguán
14. Solano
15. Solita
16. Valparaíso